# 테리 어윈

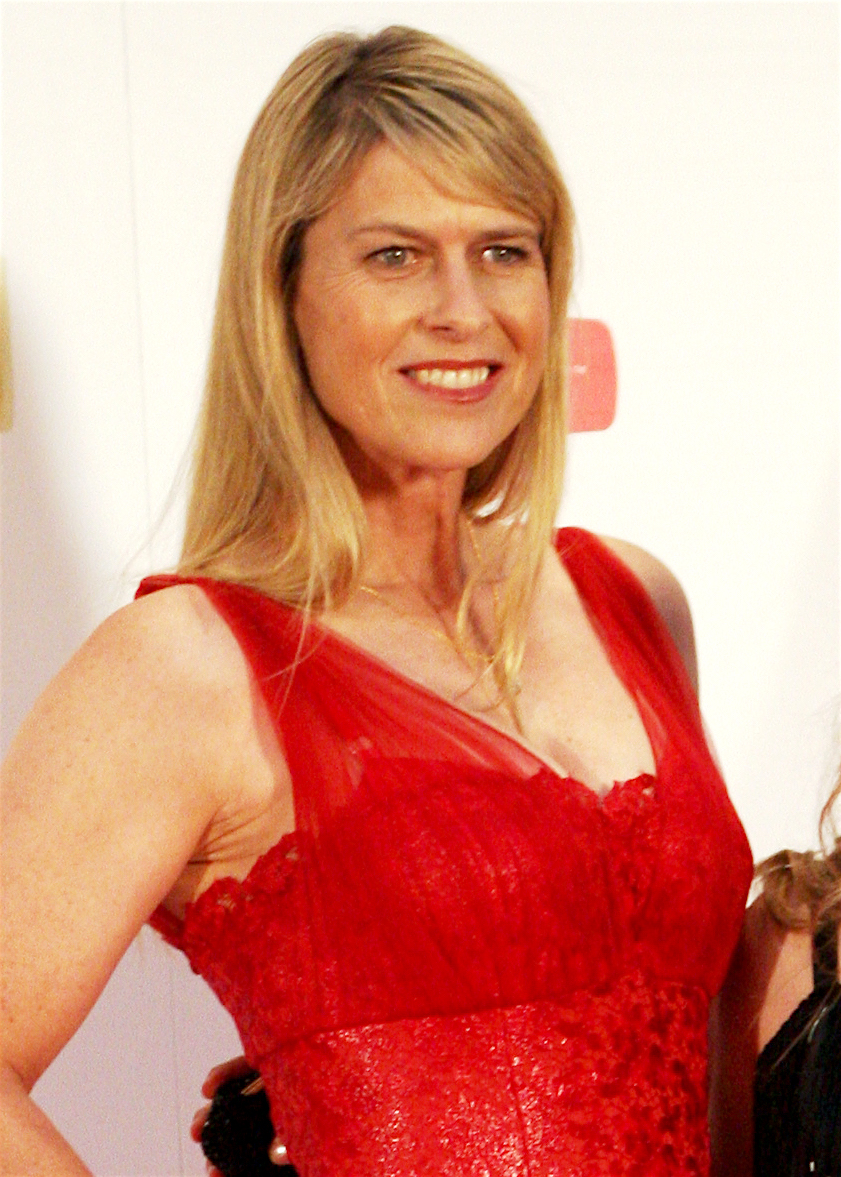

테리 어윈(Terri Raines, 1964년 7월 20일 ~ )는 미국의 TV 사회자, 사업가, 영화배우이다.

## 같이 보기
- 스티브 어윈
- 빈디 어윈